# Keyvendi
Keyvendi är en ort i Azerbajdzjan.   Den ligger i distriktet İsmayıllı Rayonu, i den centrala delen av landet, 140 km väster om huvudstaden Baku. Keyvendi ligger 761 meter över havet och antalet invånare är 467.
Terrängen runt Keyvendi är kuperad. Närmaste större samhälle är Aghsu, 15,2 km sydost om Keyvendi.
Trakten runt Keyvendi består till största delen av jordbruksmark. Runt Keyvendi är det ganska tätbefolkat, med 56 invånare per kvadratkilometer.